# Nebraska Peaks
Nebraska Peaks är en bergstopp i Antarktis. Den ligger i Östantarktis. Australien gör anspråk på området. Toppen på Nebraska Peaks är 1 332 meter över havet.
Terrängen runt Nebraska Peaks är huvudsakligen kuperad, men söderut är den bergig. Trakten är obefolkad. Det finns inga samhällen i närheten. 